# Pelikan (Film)
Pelikan ist eine Tragikomödie von Filip Heraković, die im November 2022 beim Tallinn Black Nights Film Festival ihre Premiere feierte.

## Handlung
Josip ist Torwart einer Profimannschaft und bei Fußballfans bekannt und beliebt. Sie haben ihm wegen der beeindruckenden Spannweite seiner Arme den Spitznamen Condor gegeben. Wegen einer Knieverletzung, die er sich im Skiurlaub zugezogen hat und die seine Karriere ernsthaft gefährdet, erholt er sich in einem kroatischen Kurort. Sein Verein setzt ihn unter Druck, sich möglichst schnell zu erholen, denn der Aufenthalt dort ist alles andere als günstig, und es ist unsicher, ob die Versicherung dafür aufkommt. Zu den wochenlang dauernden Rehamaßnahmen gehören tägliche Sitzungen mit einem Physiotherapeuten. 
Die meisten anderen Gäste in dem Resort sind ältere Menschen, die Josip öfters heimlich belauscht. Ein älterer Mann erkennt in ihm den berühmten Torwart, während andere ihn ohne sein Trikot nicht erkennen. Als seine Freundin ihn dort besucht, muss Josip erkennen, dass er nicht mehr in der Form wie vor dem Unfall ist. Sowohl ihren Besuch als auch den seines Teamkollegen und Kumpels nimmt er eher als unangenehm wahr. Josip entfernt sich immer weiter von seinem früheren Leben. Er empfindet eine Art Bedeutungslosigkeit gegenüber allem Früheren, beginnend bei seiner Karriere als Fußballer bis hin zu seinem Spitznamen. Er fragt sich, warum man ihn nicht Pelikan nennt und was und wer er eigentlich ohne Fußball ist.
Als in dem Spa eine Konferenz abgehalten wird und sich Josip unter die Teilnehmer mischt, wird er für einen Handelsvertreter für Roboter-Staubsauger namens Branimir Novak gehalten. Er spielt dieses Spiel mit und erkundet bei dem Versuch, Novaks Identität anzunehmen, das Leben aus einer neuen Perspektive.

## Produktion

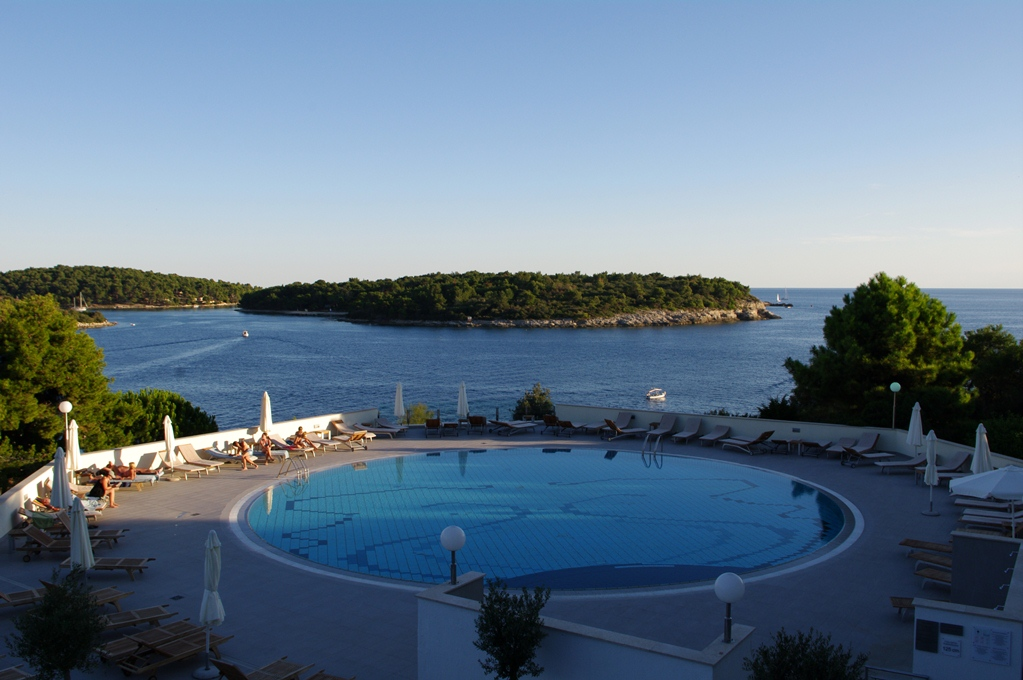
Josip verbringt die Reha auf der kroatischen Halbinsel Istria, wo der Film auch gedreht wurde

Regie führte Filip Heraković, der gemeinsam mit Nikolina Bogdanović auch das Drehbuch schrieb. Es handelt sich bei Pelikan um Herakovićs Regiedebüt. Zuvor war er als Regieassistent tätig, unter anderem bei den Filmen Mare von Andrea Štaka und Quo Vadis, Aida? von Jasmila Žbanić.
Für den Bühnenschauspieler Edi Čečić, der in der Hauptrolle Josip spielt, handelt es sich um seine zweite Filmrolle. Zuvor war er in einer Nebenrolle in Simon Bogojevic-Naraths Illyricvm zu sehen. Ivan Glowatzky spielt Josips Physiotherapeuten in der Reha. Biljana Lovre ist in der Rolle des Zimmermädchen des Ressorts zu sehen. Tina Nemet Brankov spielt Josips Freundin Djevojka und Marko Petrić seinen Teamkollegen. Stojan Matavulj ist in der Rolle eines Teilnehmers des Verkaufsseminares zu sehen. Antonio Scarpa spielt Josips Trainer und Ana Marija Veselcic die Rezeptionistin des Resorts.
Die Dreharbeiten fanden im September 2021 auf der kroatischen Halbinsel Istria in der nördlichen Adria statt. Als Kameramann fungierte Tomislav Krnić, als Filmeditorin Iva Ivan.
Die Premiere des Films erfolgte am 19. November 2022 beim Tallinn Black Nights Film Festival. Im Juni 2023 wurde er beim Mediterranean Film Festival Split gezeigt.

## Rezeption

### Kritiken
Wendy Ide von screendaily.com schreibt, mit seiner Hotel- beziehungsweise Sanatoriumsumgebung und der Darstellung eines Lebens am Scheideweg, weise Pelikan stellenweise Ähnlichkeit mit Filmen wie Lost in Translation von Sofia Coppola und Lourdes von Jessica Hausner auf. Eine gefühlvolle Traurigkeit gleiche dabei den Humor aus, und die Arbeit kündige Filip Heraković als eine vielversprechende neue Stimme des Kinos an. Beeindruckend sei auch die Leistung von Edi Čečić, der Josip als einen passiven Charakter, einen Außenseiter und Beobachter durchweg absolut überzeugend spiele.

### Auszeichnungen
Mediterranean Film Festival Split 2023
- Nominierung im Official Feature Films Competition[7]

Tallinn Black Nights Film Festival 2022
- Nominierung im First Feature Competition
- Auszeichnung mit dem Special Jury Prize im First Feature Competition (Filip Heraković)[1][8]